# Chiesa di Sant'Egidio (Camporosso)
La chiesa di Sant'Egidio Abate è la parrocchiale di Camporosso in Valcanale, frazione di Tarvisio, in provincia ed arcidiocesi di Udine; fa parte della forania della Montagna.

## Storia
Edificata nel 1444, la chiesa fu poi ampliata nei secoli XVII e XVIII. Nel 1769 venne costruito il campanile. La parrocchiale di Camporosso fu sede decanale fino al 1905: in quell'anno, infatti, il titolo fu trasferito alla parrocchiale di Tarvisio. Durante la prima guerra mondiale le campane della chiesa furono asportate dai soldati austriaci, salvo poi essere restituite al termine del conflitto e rifuse dalla fonderia De Poli di Udine.
Il 20 febbraio 1932, in seguito alla bolla Quo Christi fideles di papa Pio XI, Camporosso e l'intero decanato di Tarvisio furono ceduti dalla Diocesi di Gurk all'Arcidiocesi di Udine. In seguito al terremoto del Friuli del 1976, la chiesa fu restaurata.